# Somerset West and Taunton
 Somerset West and Taunton  is vanaf april 2019 een Engels district in het shire-graafschap (non-metropolitan county OF county) Somerset. Het is samengesteld uit Taunton Deane en West Somerset.

## Plaatsen in het district
- Minehead
- Taunton
- Watchet
- Wellington